# Eva Blunt
Eva Blunt es el nombre artístico del drag queen mexicano Pablo Levy.Ella es de Ciudad de México.  Compitió en la primera temporada de La Más Draga y la segunda temporada de Drag Race México.  Colaboró con el productor Neiko en la canción "Eso Que Enamora". 